# Maso douro
Maso douro is een spinnensoort in de taxonomische indeling van de hangmatspinnen (Linyphiidae).
Het dier behoort tot het geslacht Maso. De wetenschappelijke naam van de soort werd voor het eerst geldig gepubliceerd in 2010 door Bosmans en Cardoso.